# Picotet zebrat
El picotet zebrat (Picumnus cirratus) és una espècie d'ocell de la família dels pícids (Picidae) que habita boscos i garrigues de les terres baixes per l'est dels Andes a Guyana, Guaiana Francesa i nord-est i sud-oest del Brasil, sud-est de Bolívia, nord de l'Argentina i Paraguai.